# Brooklyn Eagle
Il Brooklyn Eagle è stato un quotidiano statunitense edito a Brooklyn dal 1841 al 1955.

## Storia
Fu fondato come The Brooklyn Eagle and Kings County Democrat il 26 ottobre 1841. Pochi giorni dopo la sua uscita la testata dovette chiudere per un mese a causa di un incendio scoppiato nella tipografia. Il 1º giugno 1846 il titolo venne modificato in The Brooklyn Daily Eagle and Kings County Democrat. Vicino al Partito Democratico, dal 1846 al 1848 scrisse sulle sue colonne anche il poeta Walt Whitman. Il 14 maggio 1849 il titolo venne abbreviato in The Brooklyn Daily Eagle. Nel corso della guerra di secessione americana l'Eagle continuò a sostenere i Democratici; questo fatto fece sì che il dipartimento delle Poste revocasse i servizi privilegiati che il giornale godeva all'interno del servizio postale.
Portabandiera dell'identità di Brooklyn, diventata alla fine del XIX secolo la terza città degli Stati Uniti, nel 1898 l'Eagle si schierò contro l'annessione a New York sostenendo che questa operazione avrebbe portato Brooklyn ad essere semplicemente la periferia di una città più grande. Nell'agosto 1938, Frank D. Schroth acquistò il giornale da M. Preston Goodfellow. Con la nuova proprietà il titolo venne ulteriormente modificato il 5 settembre successivo in Brooklyn Eagle, mentre la linea editoriale vide un focus sulla cronaca del distretto di Brooklyn, al fine di avvicinare una maggiore fascia di pubblico vista anche l'agguerrita concorrenza nella Grande Mela. In quegli anni infatti a Manthattan erano presenti The New York Times, New York Herald-Tribune, New York Journal-American, New York Daily News, New York Post, New York World-Telegram & Sun, New York Daily Mirror più il Newsday di Long Island.
Nel 1951 il giornale si aggiudicò il prestigioso Premio Pulitzer Premio Pulitzer per il miglior giornalismo di pubblico servizio con un reportage sulla corruzione all'interno del New York City Police Department. In seguito a questo servizio il procuratore distrettuale di Brooklyn aprì un'indagine che portò alle dimissioni del sindaco di New York William O'Dwyer.
Il 22 giugno 1953, uno strillone, che distribuiva copie dell'Eagle nel condominio al 3403 di Foster Avenue a Brooklyn, fu pagato con un nichelino il cui peso gli sembrò anomalo. Quando la scagliò al suolo, la moneta si aprì rivelando così che all'interno vi era un microfilm che conteneva con un messaggio cifrato. Lo strillone segnalò il fatto alla polizia di New York, che a sua volta passò le informazioni a un agente dell'FBI due giorni dopo. Il messaggio tuttavia non venne decifrato, fino a quando nel maggio 1957 un agente del KGB, Reino Häyhänen, disertò e si consegnò ai servizi americani. Con le sue dichiarazioni Häyhänen riuscì a smantellare e catturare parte della rete spionistica sovietica attiva negli Stati Uniti, compreso Rudol'f Abel'. Il messaggio decifrato sulla moneta era insignificante, in quanto si trattava di un messaggio personale di benvenuto a Häyhänen emesso dal KGB di Mosca che lo accoglieva negli Stati Uniti.
In seguito ad un'agitazione sindacale e ad un tentativo di vendita della testata, l'Eagle pubblicò la sua ultima edizione il 28 gennaio 1955 e chiuse definitivamente i battenti il 16 marzo successivo. Cinque anni dopo l'editore Farrell acquisì la testata in tribunale e pubblicò cinque edizioni domenicali. Tra il 1962 ed il 1963, anni in cui la stampa newyorkese fu protagonista di numerosi scioperi l'Eagle tornò alla sua versione quotidiana. L'ultimo numero uscì il 25 giugno 1963.